# Seitskär
Seitskär (på finska: Seiskari, ryska: Сескар Seskar) är en av Finska vikens utöar, belägen mitt i Finska vikens östra del. Ön tillhör idag Ryssland men var tidigare en finländsk kommun. 
Ytan (landsareal) var 4,0 km² och det bodde 810 personer på denna yta. Det innebar en befolkningstäthet på 202,5 personer/km² (1908-12-31).
Seitskär var enspråkigt finsk och blev del av Sovjetunionen efter andra världskriget.

## Historia
Kommunen Seitskär grundades år 1903 från Björkö landskommun. Ön tillhörde Viborgs län och Södra Karelens landskap. Seitskär hade 688 invånare år 1939, det vill säga befolkningen hade minskat jämfört med 1908. Efter Moskvafreden 1940 och ånyo efter vapenstilleståndsavtalet 1944 och Parisfreden 1947 avträddes ön till Sovjetunionen.